# Fläsket brinner (musikalbum)
Fläsket brinner är den svenska proggruppen Fläsket brinners självbetitlade debutalbum, utgivet på skivbolaget Silence Records 1971 (skivnummer SRS 4606).
Skivan är helt instrumentell och blandar jazz med folkmusik och psykedelisk rock. Delar av skivan är improviserade.
Skivan spelades in vid tre olika tillfällen: 20 november 1970, Liljevalchs konsthall, 1 december 1970, Stockholms konserthus och 17-18 januari 1971, Decibel Studios. På spelningen i konserthuset var Fläsket brinner förband till Frank Zappa.
Omslaget pryds av en bild på ett brinnande grishuvud.

## Låtlista
Där inte annat anges är låtarna skrivna av Fläsket brinner.
A
1. "Gånglåten" - 6:49
2. "Tysta finskan" - 13:52 (Sten Bergman)

B
1. "Gunnars dilemma" - 2:08
2. "Bengans vals" - 0:59
3. "Bosses låt" - 5:39 (Bo Hansson)
4. "Räva" - 1:32
5. "Uppsala gård" - 2:38
6. "Musik från Liljevalchs" - 6:36

## Medverkande
- Sten Bergman - orgel, flöjt
- Gunnar Bergsten - saxofon
- Per Bruun - bas
- Erik Dahlbäck - trummor
- Bengt Dahlén - gitarr
- Hans Esselius - foto, kollage
- Owe Gustavsson - dubbelbas (B2, B5)
- Bo Hansson - orgel (spår B3), klockor (B3)
- Anders Lind - tekniker

## Mottagande
Fläsket brinner finns med i boken Tusen svenska klassiker.

### Fotnoter
1. 1 2  ”Fäsket brinner”. Discogs.com. http://www.discogs.com/Fl%C3%A4sket-Brinner-Fl%C3%A4sket-Brinner/release/3202237. Läst 29 augusti 2012.
2. 1 2 3 4  Gradvall et al (2009), #370
3. ↑  ”Fläsket brinner”. Progg.se. Arkiverad från originalet den 11 december 2011. https://web.archive.org/web/20111211053014/http://www.progg.se/band.asp?ID=14. Läst 29 augusti 2012.